# Krystyna Jandy-Jendrośka
Krystyna Jandy-Jendrośka (ur. 13 czerwca 1921 w Poznaniu, zm. 9 sierpnia 1995 we Wrocławiu) – polska prawnik i działaczka polityczna, posłanka na Sejm PRL VII, VIII i IX kadencji.

## Życiorys
W 1948 ukończyła studia na Wydziale Prawno-Ekonomicznym Uniwersytetu Wrocławskiego, gdzie uzyskała następnie zatrudnienie w charakterze pracownika naukowego (była m.in. od 1975 do 1979 kierownikiem Zakładu Prawa Finansowego). Sprawowała mandat radnej Wojewódzkiej Rady Narodowej we Wrocławiu. W 1976 uzyskała mandat posłanki na Sejm PRL VII kadencji w okręgu Wrocław jako kandydatka bezpartyjna. Zasiadała w Komisji Administracji, Gospodarki Terenowej i Ochrony Środowiska oraz w Komisji Planu Gospodarczego, Budżetu i Finansów. W latach 1980 i 1985 uzyskiwała reelekcję. Do Sejmu VIII kadencji dostała się z okręgu Wrocław Miasto, a do Sejmu IX kadencji z okręgu Wrocław Krzyki. W Sejmie VIII kadencji zasiadała w Komisji Administracji, Gospodarki Terenowej i Ochrony Środowiska, Komisji Planu Gospodarczego, Budżetu i Finansów, Komisji Nadzwyczajnej do Kontroli Realizacji Porozumień z Gdańska, Szczecina i Jastrzębia, Komisji Odpowiedzialności Konstytucyjnej oraz w Komisji Nadzwyczajnej do rozpatrzenia projektu ustawy o Radach Narodowych i Samorządzie Terytorialnym, a w Sejmie IX kadencji w Komisji Odpowiedzialności Konstytucyjnej, Komisji Planu Gospodarczego, Budżetu i Finansów, Komisji Nadzwyczajnej do rozpatrzenia projektu ustawy o zmianach w organizacji naczelnych i centralnych organów administracji państwowej, Komisji Nadzwyczajnej do rozpatrzenia projektów ustaw związanych z realizacją drugiego etapu reformy gospodarczej, Komisji Nadzwyczajnej do kontroli wdrażania programu realizacyjnego drugiego etapu reformy gospodarczej oraz w Komisji Nadzwyczajnej do rozpatrzenia projektu ustawy o mieniu komunalnym.
Zajmowała się prawem podatkowym i finansowym. Opublikowała m.in. książkę Progresja w prawie podatkowym i jej zastosowanie przy opodatkowaniu dochodów w Polsce (Wrocław 1973). Pod koniec życia pracowała na Wydziale Prawa i Administracji Uniwersytetu Śląskiego. Była członkiem Związku Nauczycielstwa Polskiego.
Jej mężem był Jan Jendrośka, profesor prawa specjalizujący się w prawie administracyjnym.
Została pochowana na Cmentarzu Świętej Rodziny we Wrocławiu.

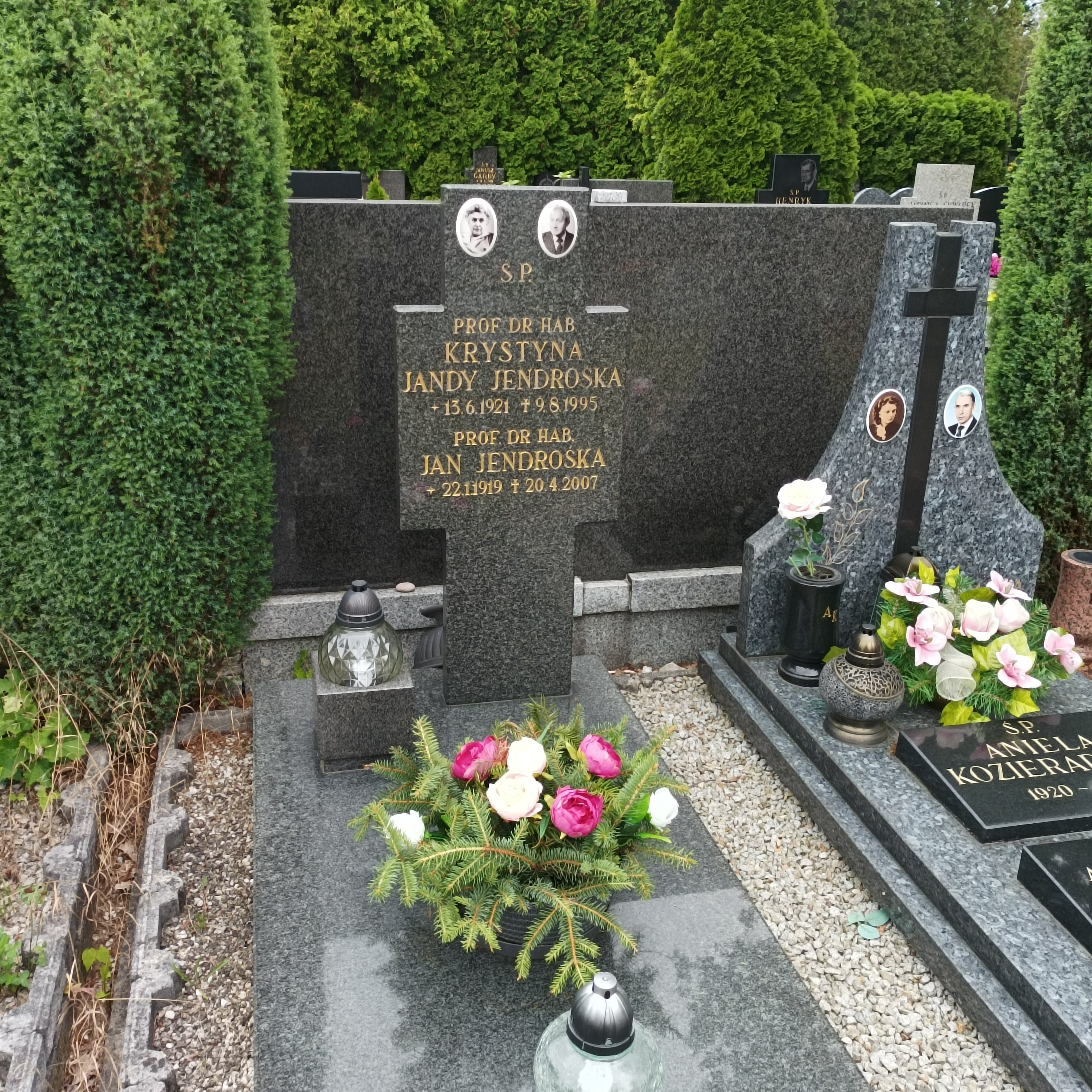
Grób Jana i Krystyny Jendrośków na Cmentarzu Świętej Rodziny

## Odznaczenia
- Krzyż Komandorski z Gwiazdą Orderu Odrodzenia Polski
- Złoty Krzyż Zasługi
- Medal 30-lecia Polski Ludowej
- Odznaka „Za zasługi dla finansów PRL”
- Odznaka honorowa „Zasłużony dla bankowości PRL”
- Odznaka „Zasłużonemu Opolszczyźnie” (1973)[2]